# Георгије (иконописац)
Георгије (XVI век — XVII век) био је српски иконописац.

## Дело
Георгије је 1609. са Јованом I, Јованом II и Николом, осликао цркву у Ломници код Шековића. Претпоставља се да је он аутор дечанске иконе светог Јована Претече из 1619.